# Laznica (gmina Maribor)
Laznica – wieś w Słowenii, w gminie miejskiej Maribor. W 2018 roku liczyła 314 mieszkańców. 